# Xylosma molestum
Xylosma molestum är en videväxtart som beskrevs av Herman Otto Sleumer. Xylosma molestum ingår i släktet Xylosma och familjen videväxter. Inga underarter finns listade i Catalogue of Life.